# Leek (Niederlande)

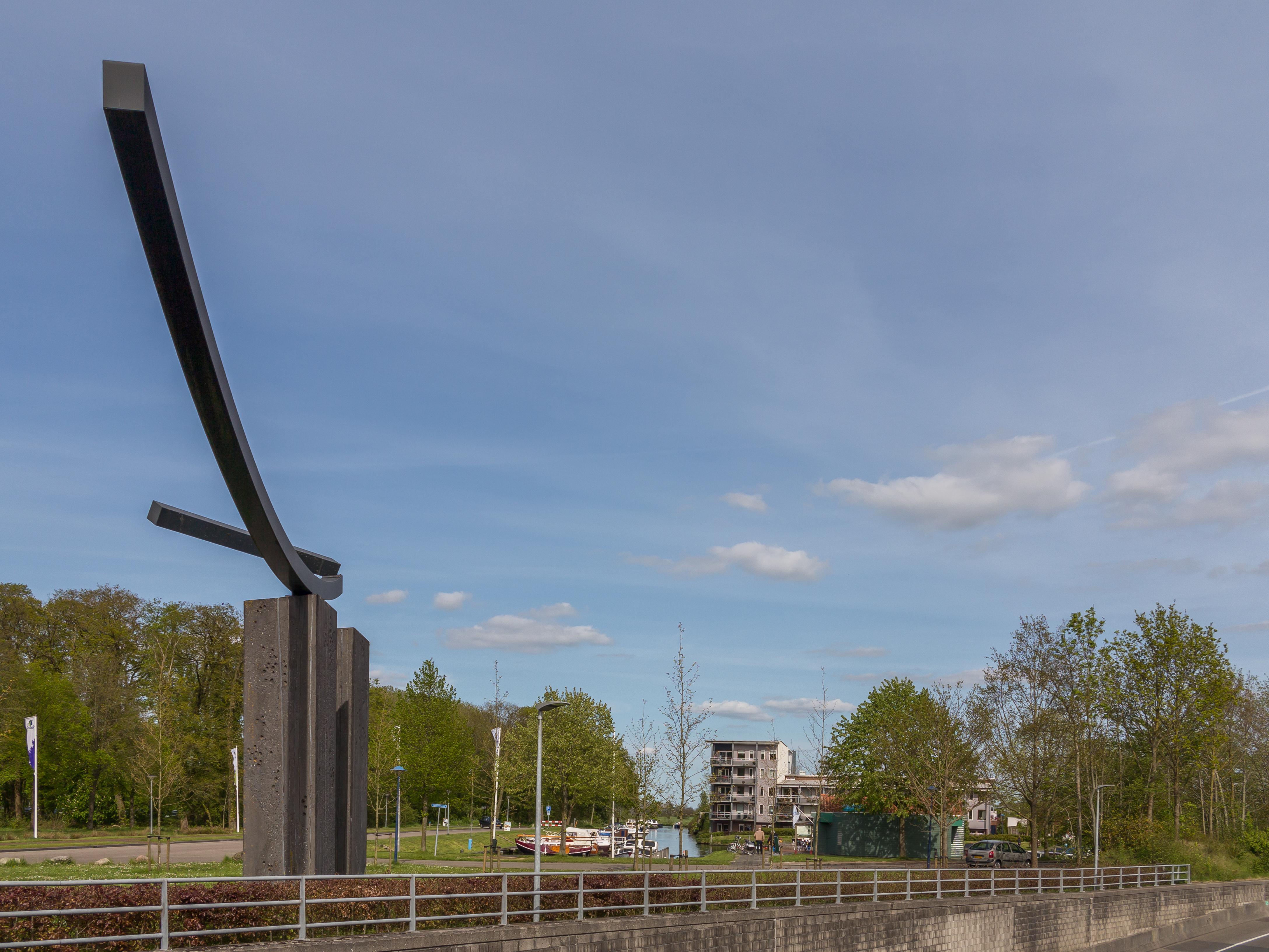
Het Teken: Kunst in der Straße

Leek (anhörenⓘ) war eine Gemeinde in den Niederlanden in der Provinz Groningen, mit 19.662 Einwohnern (Stand 30. September 2018) auf einer Fläche von 64,28 km².
Durch Leek läuft die Strecke der Autobahn A7, die von Amsterdam über Groningen nach Deutschland führt.
Bis zum Jahr 1938 gab es eine Straßenbahnverbindung, die von 1957 bis zu 1985 für den Güterverkehr von Drachten nach Groningen benutzt wurde. Die Züge verkehrten damals mitten in der Stadt über die Hauptstraße Leeks hinweg. Im Jahr 1987 wurde die Strecke aufgegeben.

## Politik

### Fusion
Leek wurde zum 1. Januar 2019 mit Grootegast, Marum und Zuidhorn zur neuen Gemeinde Westerkwartier zusammengeschlossen.

### Sitzverteilung im Gemeinderat
Der Gemeinderat wurde von 2002 bis zur Gemeindeauflösung folgendermaßen gebildet:
| Partei       | Sitze | Sitze | Sitze | Sitze |
| Partei       | 2002  | 2006  | 2010  | 2014  |
| ------------ | ----- | ----- | ----- | ----- |
| CDA          | 4     | 4     | 3     | 3     |
| PvdA         | 5     | 6     | 5     | 3     |
| VVD          | 4     | 3     | 3     | 3     |
| D66          | 0     | 0     | 2     | 3     |
| GroenLinks   | 2     | 2     | 2     | 3     |
| ChristenUnie | 2     | 2     | 2     | 2     |
| Jezus Leeft  | —     | —     | —     | 0     |
| Gesamt       | 17    | 17    | 17    | 17    |

Aufgrund der Fusion zum 1. Januar 2019 fanden die Wahlen für den Rat der neuen Gemeinde Westerkwartier am 21. November 2018 statt.

### Bürgermeister
Vom 1. Dezember 2005 bis zum Zeitpunkt der Gemeindeauflösung war Berend Hoekstra (VVD) amtierender Bürgermeister der Gemeinde. Zu seinem Kollegium zählten die Beigeordneten Hans Morssink (CDA), Ben Plandsoen (PvdA), Karin Dekker (GroenLinks) sowie der Gemeindesekretär Martin Schomper.

### Ortsteile
Die Gemeinde wurde in folgende Ortsteile aufgeteilt:
| Nr.      | Ort         | Einwohner |
| -------- | ----------- | --------- |
| 00       | Leek        | 10.815    |
| 01       | Zevenhuizen | 2.790     |
| 02       | Tolbert     | 4.520     |
| 04       | Midwolde    | 385       |
| 05       | Lettelbert  | 160       |
| 06       | Oostwold    | 650       |
| 07       | Enumatil    | 315       |
| Gemeinde | Gemeinde    | 19.643    |

1. ↑  Bezirksnummer
2. ↑  (Stand: 1. Januar 2017)

## Persönlichkeiten
- Jacqueline Poelman (* 1973), Sprinterin